# Ray Danton
Raymond “Ray” Danton, geboren als Raymond Caplan, (* 19. September 1931 in New York City, Vereinigte Staaten; † 11. Februar 1992 in Los Angeles,  ebenda) war ein US-amerikanischer Schauspieler und Regisseur bei Film und Fernsehen, „meist in Rollen zäher, harter und bisweilen brutaler Helden und Großstadtgangster mit Mafia-Hintergrund.“

## Leben und Wirken
Danton begann seine künstlerische Laufbahn 1943 mit Rundfunksendungen. Als Fünfzehnjähriger unternahm er seine erste Theatertournee mit einer Sommerbühne und begann etwas später sowohl ein Studium an der University of Pittsburgh als auch an der Carnegie Technical School. Anschließend schloss er sich mit anderen Nachwuchsdarstellern, darunter der nachmalige Filmregisseur Mike Nichols, zur Bühnentruppe Interschool Congress zusammen. 1950 sah man ihn in London an der Seite von Tyrone Power in einer Aufführung des Stücks „Mister Roberts“. 1951 debütierte Raymond Danton vor der Fernsehkamera. Von 1951 bis 1954 diente er als Soldat im Koreakrieg.
Gleich nach seiner Entlassung ins Zivilleben 1954 fand der attraktive, virile Künstler mit dem markanten, pechschwarzen Haar Anschluss beim Hollywood-Film. Bereits in seinem Erstling spielte Danton mit „Little Big Man“ einen kämpferischen, kraftstrotzenden Indianer. Nach einigen weiteren Western-Rollen setzte man ihn bevorzugt mit tragenden Rollen in Melodramen, Kriegs- und Gangsterfilmen ein. Danton verkörperte besonders erfolgreich den Verbrecherkönig der 1920er Jahre, Jack „Legs“ Diamond, in J.D., der Killer und später noch einmal, diesmal als Nebencharakter, in Tote können nicht mehr singen. Zeitgleich, 1961 spielte Danton den nachmaligen Schauspieler mit Mob-Vergangenheit, George Raft, in der Filmbiografie Der tanzende Gangster. Doch bereits 1962 schien Dantons kurzlebige Hollywood-Karriere vorüber. Er kehrte daraufhin zum (Serien-)Fernsehen zurück und nahm schließlich, wie viele seiner B-Film-Star-Kollegen jener Zeit, Filmangebote aus Europa an.
Dort verkörperte Ray Danton „kaltschnäuzige Helden in kunterbunten, drittklassigen Exotik-Abenteuern … und Agententhrillern“. Im Laufe der frühen 1970er Jahre kehrte er in die amerikanische Heimat zurück und begann nunmehr auch als Regisseur zu arbeiten. Nach 1975 bekam Ray Danton keine Aufträge vom Kinofilm mehr und war vor allem für das Fernsehen tätig, für das er einzelne Folgen beliebter Serien wie beispielsweise Cagney & Lacey, Der unglaubliche Hulk, Magnum, Dallas, Fame  – Der Weg zum Ruhm, T.J. Hooker, Quincy, Der Denver-Clan und zuletzt, Ende der 1980er Jahre, Mike Hammer inszenierte.
Ray Danton war von 1954 bis 1981 mit der Schauspielerin Julie Adams verheiratet. Aus dieser Ehe gingen zwei Kinder hervor.

## Filmografie
als Schauspieler beim Kinofilm (komplett), wenn nicht anders angegeben
- 1955: Der Speer der Rache (Chief Crazy Horse)
- 1955: Plünderer am Pikes Park (The Looters)
- 1955: Mit roher Gewalt (The Spoilers)
- 1955: Und morgen werd’ ich weinen (I’ll Cry Tomorrow)
- 1956: Du oder ich (Outside the Law)
- 1956: The Night Runner
- 1957: Ihr Leben war ein Skandal (Too Much Too Soon)
- 1958: Brückenkopf Tarawa (Tarawa Beachhead)
- 1958: Der Zwiebelkopf (Onionhead)
- 1959: Die Haltlosen (The Beat Generation)
- 1959: Man nannte ihn Kelly (Yellowstone Kelly)
- 1959: Der große Schwindler (The Big Operator)
- 1960: Titanen (Ice Palace)
- 1960: J.D., der Killer (The Rise and Fall of Legs Diamond)
- 1960: Rivalen um die Macht (A Fever in the Blood)
- 1961: Tote können nicht mehr singen (Portrait of a Mobster)
- 1961: Der tanzende Gangster (The George Raft Story)
- 1961: 1000 Meilen bis Yokohama (A Majority of One)
- 1961: Der längste Tag (The Longest Day)
- 1962: Der Chapman-Report (The Chapman Report)
- 1962: FBI Code 98 (FBI Code 98)
- 1964: Die Rache des Sandokan (Sandokan alla riscossa)
- 1964: Sandokan und der Leopard (Sandokan contro il leopardo di Sarawak)
- 1965: Der Spion, der in die Hölle ging (Corrida pour un espion)
- 1966: Höllenjagd auf heiße Ware (New York chiama Superdrago)
- 1966: Lucky M. füllt alle Särge (Lucky el intrepido)
- 1966: Ballata da un miliardo
- 1967: Der Tod fliegt nach Jamaika (Flatfoot)
- 1967: Man stirbt nur einmal (Si muore solo una volta)
- 1968: Die große Treibjagd
- 1971: Triangle
- 1972: The Deathmaster (nur Regie)
- 1972: Ballad of Billie Blue
- 1972: The Sagittarus Mine
- 1972: La tumba de la isla maldita / Hannah – Queen of the Vampires / Crypt of the Living Dead (nur Co-Regie)
- 1974: Der Rasiermesserkiller (The Centerfold Girls)
- 1974: Pursuit
- 1975: Sixpack Annie
- 1975: Psychic Killer (Psychic Killer) (nur Regie und Co-Drehbuch)
- 1975: Wiegenlied der Rache (Apache Blood)
- 1986: Mike Hammer – Kidnapping in Hollywood (The Return of Mickey Spillane's Mike Hammer) (Fernsehfilm, nur Regie)
- 1987: Lost Heros (Vietnam War Story) (nur Co-Regie)